# Eleições autárquicas portuguesas de 1979 no distrito de Santarém
| Eleições autárquicas portuguesas de 1979 Distritos: Aveiro \| Beja \| Braga \| Bragança \| Castelo Branco \| Coimbra \| Évora \| Faro \| Guarda \| Leiria \| Lisboa \| Portalegre \| Porto \| Santarém \| Setúbal \| Viana do Castelo \| Vila Real \| Viseu \| Açores \| Madeira |

## Resultados por concelho
Os resultados nos concelhos do distrito de Santarém foram os seguintes:

### Abrantes
| Partido                 | Partido                      | Votos  | %               | +/-  | Vereadores | +/-     |
| ----------------------- | ---------------------------- | ------ | --------------- | ---- | ---------- | ------- |
|                         | Partido Socialista           | 9 175  | 38,86 / 100,00  | 2,95 | 3 / 7      | 1       |
|                         | Partido Social Democrata     | 5 633  | 23,86 / 100,00  | 2,33 | 2 / 7      | Estável |
|                         | Aliança Povo Unido           | 4 627  | 19,60 / 100,00  | 2,06 | 2 / 7      | 1       |
|                         | Centro Democrático Social    | 2 109  | 8,93 / 100,00   | -    | 0 / 7      | -       |
|                         | União Democrática Popular    | 701    | 2,97 / 100,00   | -    | 0 / 7      | -       |
|                         | Partido da Democracia Cristã | 349    | 1,48 / 100,00   | -    | 0 / 7      | -       |
| Votos Inválidos         | Votos Inválidos              | 1 016  | 4,31 / 100,00   | 1,72 |            |         |
| Total                   | Total                        | 23 610 | 100,00 / 100,00 |      | 7 / 7      |         |
| Eleitorado/Participação | Eleitorado/Participação      | 36 216 | 65,19 / 100,00  | 8,50 |            |         |

### Alcanena
| Partido                 | Partido                 | Votos  | %               | +/-  | Vereadores | +/-     |
| ----------------------- | ----------------------- | ------ | --------------- | ---- | ---------- | ------- |
|                         | Aliança Democrática     | 3 457  | 42,89 / 100,00  | Novo | 3 / 7      | Novo    |
|                         | Partido Socialista      | 2 925  | 36,29 / 100,00  | 2,09 | 3 / 7      | 1       |
|                         | Aliança Povo Unido      | 1 472  | 18,26 / 100,00  | 1,60 | 1 / 7      | Estável |
| Votos Inválidos         | Votos Inválidos         | 207    | 2,56 / 100,00   | 0,85 |            |         |
| Total                   | Total                   | 8 061  | 100,00 / 100,00 |      | 7 / 7      | 2       |
| Eleitorado/Participação | Eleitorado/Participação | 10 413 | 77,41 / 100,00  | 5,61 |            |         |

### Almeirim
| Partido                 | Partido                 | Votos  | %               | +/-  | Vereadores | +/-     |
| ----------------------- | ----------------------- | ------ | --------------- | ---- | ---------- | ------- |
|                         | Partido Socialista      | 6 381  | 52,39 / 100,00  | 8,14 | 4 / 7      | Estável |
|                         | Aliança Povo Unido      | 3 047  | 25,02 / 100,00  | 4,21 | 2 / 7      | Estável |
|                         | Aliança Democrática     | 2 403  | 19,73 / 100,00  | Novo | 1 / 7      | Novo    |
| Votos Inválidos         | Votos Inválidos         | 349    | 2,86 / 100,00   | 0,89 |            |         |
| Total                   | Total                   | 12 180 | 100,00 / 100,00 |      | 7 / 7      |         |
| Eleitorado/Participação | Eleitorado/Participação | 15 364 | 79,28 / 100,00  | 8,14 |            |         |

### Alpiarça
| Partido                 | Partido                   | Votos | %               | +/-   | Vereadores | +/-     |
| ----------------------- | ------------------------- | ----- | --------------- | ----- | ---------- | ------- |
|                         | Aliança Povo Unido        | 3 421 | 66,67 / 100,00  | 7,86  | 4 / 5      | Estável |
|                         | Aliança Democrática       | 863   | 16,82 / 100,00  | Novo  | 1 / 5      | Novo    |
|                         | Partido Socialista        | 539   | 10,50 / 100,00  | 17,13 | 0 / 5      | 1       |
|                         | União Democrática Popular | 194   | 3,78 / 100,00   | -     | 0 / 5      | -       |
| Votos Inválidos         | Votos Inválidos           | 114   | 2,22 / 100,00   | 2,39  |            |         |
| Total                   | Total                     | 5 131 | 100,00 / 100,00 |       | 5 / 5      |         |
| Eleitorado/Participação | Eleitorado/Participação   | 6 475 | 79,24 / 100,00  | 4,91  |            |         |

### Benavente
| Partido                 | Partido                   | Votos  | %               | +/-   | Vereadores | +/-  |
| ----------------------- | ------------------------- | ------ | --------------- | ----- | ---------- | ---- |
|                         | Aliança Povo Unido        | 4 403  | 52,22 / 100,00  | 11,94 | 4 / 7      | 1    |
|                         | Partido Socialista        | 1 852  | 21,96 / 100,00  | 18,80 | 2 / 7      | 2    |
|                         | Aliança Democrática       | 1 786  | 21,18 / 100,00  | Novo  | 1 / 7      | Novo |
|                         | União Democrática Popular | 236    | 2,80 / 100,00   | -     | 0 / 7      | -    |
| Votos Inválidos         | Votos Inválidos           | 155    | 1,84 / 100,00   | 2,27  |            |      |
| Total                   | Total                     | 8 432  | 100,00 / 100,00 |       | 7 / 7      |      |
| Eleitorado/Participação | Eleitorado/Participação   | 11 535 | 73,10 / 100,00  | 5,00  |            |      |

### Cartaxo
| Partido                 | Partido                   | Votos  | %               | +/-  | Vereadores | +/-     |
| ----------------------- | ------------------------- | ------ | --------------- | ---- | ---------- | ------- |
|                         | Partido Socialista        | 5 634  | 48,89 / 100,00  | 1,09 | 4 / 7      | Estável |
|                         | Aliança Povo Unido        | 2 957  | 25,66 / 100,00  | 2,50 | 2 / 7      | Estável |
|                         | Partido Social Democrata  | 1 953  | 16,95 / 100,00  | 5,34 | 1 / 7      | Estável |
|                         | Centro Democrático Social | 371    | 3,22 / 100,00   | 5,20 | 0 / 7      | Estável |
|                         | União Democrática Popular | 248    | 2,15 / 100,00   | -    | 0 / 7      | -       |
| Votos Inválidos         | Votos Inválidos           | 360    | 3,12 / 100,00   | 1,84 |            |         |
| Total                   | Total                     | 11 523 | 100,00 / 100,00 |      | 7 / 7      |         |
| Eleitorado/Participação | Eleitorado/Participação   | 16 257 | 70,88 / 100,00  | 5,43 |            |         |

### Chamusca
| Partido                 | Partido                 | Votos  | %               | +/-   | Vereadores | +/-  |
| ----------------------- | ----------------------- | ------ | --------------- | ----- | ---------- | ---- |
|                         | Aliança Povo Unido      | 2 865  | 38,90 / 100,00  | 13,16 | 3 / 7      | 1    |
|                         | Partido Socialista      | 2 647  | 35,94 / 100,00  | 10,56 | 3 / 7      | 1    |
|                         | Aliança Democrática     | 1 619  | 21,98 / 100,00  | Novo  | 1 / 7      | Novo |
| Votos Inválidos         | Votos Inválidos         | 234    | 3,17 / 100,00   | 2,57  |            |      |
| Total                   | Total                   | 7 365  | 100,00 / 100,00 |       | 7 / 7      |      |
| Eleitorado/Participação | Eleitorado/Participação | 10 230 | 71,99 / 100,00  | 9,13  |            |      |

### Constância
| Partido                 | Partido                   | Votos | %               | +/-   | Vereadores | +/- |
| ----------------------- | ------------------------- | ----- | --------------- | ----- | ---------- | --- |
|                         | Partido Social Democrata  | 705   | 34,90 / 100,00  | 19,49 | 2 / 5      | 1   |
|                         | Partido Socialista        | 461   | 22,82 / 100,00  | 38,21 | 1 / 5      | 3   |
|                         | Centro Democrático Social | 412   | 20,40 / 100,00  | -     | 1 / 5      | -   |
|                         | Aliança Povo Unido        | 345   | 17,08 / 100,00  | 2,83  | 1 / 5      | 1   |
| Votos Inválidos         | Votos Inválidos           | 97    | 4,80 / 100,00   | 4,52  |            |     |
| Total                   | Total                     | 2 020 | 100,00 / 100,00 |       | 5 / 5      |     |
| Eleitorado/Participação | Eleitorado/Participação   | 2 888 | 69,94 / 100,00  | 33,15 |            |     |

### Coruche
| Partido                 | Partido                 | Votos  | %               | +/-   | Vereadores | +/-  |
| ----------------------- | ----------------------- | ------ | --------------- | ----- | ---------- | ---- |
|                         | Aliança Povo Unido      | 9 249  | 59,45 / 100,00  | 9,82  | 5 / 7      | 1    |
|                         | Aliança Democrática     | 4 111  | 26,43 / 100,00  | Novo  | 2 / 7      | Novo |
|                         | Partido Socialista      | 1 775  | 11,41 / 100,00  | 16,18 | 0 / 7      | 2    |
| Votos Inválidos         | Votos Inválidos         | 422    | 2,72 / 100,00   | 0,44  |            |      |
| Total                   | Total                   | 15 557 | 100,00 / 100,00 |       | 7 / 7      |      |
| Eleitorado/Participação | Eleitorado/Participação | 19 795 | 78,59 / 100,00  | 10,17 |            |      |

### Entroncamento
| Partido                 | Partido                   | Votos | %               | +/-  | Vereadores | +/-     |
| ----------------------- | ------------------------- | ----- | --------------- | ---- | ---------- | ------- |
|                         | Partido Socialista        | 2 839 | 47,83 / 100,00  | 0,27 | 3 / 5      | Estável |
|                         | Partido Social Democrata  | 1 355 | 22,83 / 100,00  | 6,80 | 1 / 5      | Estável |
|                         | Aliança Povo Unido        | 1 132 | 19,07 / 100,00  | 0,27 | 1 / 5      | Estável |
|                         | Centro Democrático Social | 305   | 5,14 / 100,00   | 1,33 | 0 / 5      | Estável |
|                         | União Democrática Popular | 119   | 2,01 / 100,00   | -    | 0 / 5      | -       |
|                         | PCTP/MRPP                 | 58    | 0,98 / 100,00   | 0,01 | 0 / 5      | Estável |
| Votos Inválidos         | Votos Inválidos           | 127   | 2,14 / 100,00   | 2,37 |            |         |
| Total                   | Total                     | 5 935 | 100,00 / 100,00 |      | 5 / 5      |         |
| Eleitorado/Participação | Eleitorado/Participação   | 8 389 | 70,75 / 100,00  | 6,77 |            |         |

### Ferreira do Zêzere
| Partido                 | Partido                 | Votos | %               | +/-   | Vereadores | +/-     |
| ----------------------- | ----------------------- | ----- | --------------- | ----- | ---------- | ------- |
|                         | Aliança Democrática     | 4 389 | 78,26 / 100,00  | Novo  | 5 / 5      | Novo    |
|                         | Partido Socialista      | 844   | 15,05 / 100,00  | 9,94  | 0 / 5      | 1       |
|                         | Aliança Povo Unido      | 199   | 3,55 / 100,00   | 0,73  | 0 / 5      | Estável |
| Votos Inválidos         | Votos Inválidos         | 176   | 3,14 / 100,00   | 3,85  |            |         |
| Total                   | Total                   | 5 608 | 100,00 / 100,00 |       | 5 / 5      |         |
| Eleitorado/Participação | Eleitorado/Participação | 8 796 | 63,76 / 100,00  | 10,94 |            |         |

### Golegã
| Partido                 | Partido                 | Votos | %               | +/-  | Vereadores | +/-     |
| ----------------------- | ----------------------- | ----- | --------------- | ---- | ---------- | ------- |
|                         | Partido Socialista      | 1 796 | 52,92 / 100,00  | 0,57 | 3 / 5      | Estável |
|                         | Aliança Povo Unido      | 1 435 | 42,28 / 100,00  | 4,41 | 2 / 5      | Estável |
| Votos Inválidos         | Votos Inválidos         | 163   | 4,80 / 100,00   | 1,10 |            |         |
| Total                   | Total                   | 3 394 | 100,00 / 100,00 |      | 5 / 5      |         |
| Eleitorado/Participação | Eleitorado/Participação | 4 446 | 76,34 / 100,00  | 2,92 |            |         |

### Mação
| Partido                 | Partido                 | Votos  | %               | +/-  | Vereadores | +/-     |
| ----------------------- | ----------------------- | ------ | --------------- | ---- | ---------- | ------- |
|                         | Aliança Democrática     | 4 295  | 60,54 / 100,00  | Novo | 5 / 7      | Novo    |
|                         | Partido Socialista      | 2 132  | 30,05 / 100,00  | 7,79 | 2 / 7      | 1       |
|                         | Aliança Povo Unido      | 395    | 5,57 / 100,00   | 1,47 | 0 / 7      | Estável |
| Votos Inválidos         | Votos Inválidos         | 273    | 3,84 / 100,00   | 2,12 |            |         |
| Total                   | Total                   | 7 095  | 100,00 / 100,00 |      | 7 / 7      |         |
| Eleitorado/Participação | Eleitorado/Participação | 10 068 | 70,47 / 100,00  | 8,25 |            |         |

### Ourém
| Partido                 | Partido                      | Votos  | %               | +/-   | Vereadores | +/-     |
| ----------------------- | ---------------------------- | ------ | --------------- | ----- | ---------- | ------- |
|                         | Partido Social Democrata     | 5 709  | 28,82 / 100,00  | 2,91  | 2 / 7      | Estável |
|                         | Centro Democrático Social    | 4 878  | 24,62 / 100,00  | 19,73 | 2 / 7      | 2       |
|                         | Partido da Democracia Cristã | 4 521  | 22,82 / 100,00  | -     | 2 / 7      | -       |
|                         | Partido Socialista           | 3 317  | 16,74 / 100,00  | 0,25  | 1 / 7      | Estável |
|                         | Aliança Povo Unido           | 496    | 2,50 / 100,00   | 0,28  | 0 / 7      | Estável |
|                         | União Democrática Popular    | 267    | 1,35 / 100,00   | -     | 0 / 7      | -       |
| Votos Inválidos         | Votos Inválidos              | 622    | 3,14 / 100,00   | 1,51  |            |         |
| Total                   | Total                        | 19 810 | 100,00 / 100,00 |       | 7 / 7      |         |
| Eleitorado/Participação | Eleitorado/Participação      | 27 849 | 71,13 / 100,00  | 11,51 |            |         |

### Rio Maior
| Partido                 | Partido                      | Votos  | %               | +/-   | Vereadores | +/-     |
| ----------------------- | ---------------------------- | ------ | --------------- | ----- | ---------- | ------- |
|                         | Aliança Democrática          | 6 741  | 64,34 / 100,00  | Novo  | 5 / 7      | Novo    |
|                         | Partido Socialista           | 2 696  | 25,73 / 100,00  | 8,05  | 2 / 7      | Estável |
|                         | Aliança Povo Unido           | 569    | 5,43 / 100,00   | -     | 0 / 7      | -       |
|                         | Partido da Democracia Cristã | 256    | 2,44 / 100,00   | -     | 0 / 7      | -       |
| Votos Inválidos         | Votos Inválidos              | 215    | 2,05 / 100,00   | 2,85  |            |         |
| Total                   | Total                        | 10 477 | 100,00 / 100,00 |       | 7 / 7      |         |
| Eleitorado/Participação | Eleitorado/Participação      | 14 630 | 71,61 / 100,00  | 10,25 |            |         |

### Salvaterra de Magos
| Partido                 | Partido                 | Votos  | %               | +/-   | Vereadores | +/-     |
| ----------------------- | ----------------------- | ------ | --------------- | ----- | ---------- | ------- |
|                         | Partido Socialista      | 4 128  | 46,09 / 100,00  | 2,05  | 4 / 7      | Estável |
|                         | Aliança Povo Unido      | 2 902  | 32,40 / 100,00  | 1,71  | 2 / 7      | Estável |
|                         | Aliança Democrática     | 1 661  | 18,55 / 100,00  | Novo  | 1 / 7      | Novo    |
| Votos Inválidos         | Votos Inválidos         | 265    | 2,95 / 100,00   | 2,11  |            |         |
| Total                   | Total                   | 8 956  | 100,00 / 100,00 |       | 7 / 7      |         |
| Eleitorado/Participação | Eleitorado/Participação | 13 088 | 68,43 / 100,00  | 12,90 |            |         |

### Santarém
| Partido                 | Partido                      | Votos  | %               | +/-  | Vereadores | +/-     |
| ----------------------- | ---------------------------- | ------ | --------------- | ---- | ---------- | ------- |
|                         | Partido Socialista           | 14 616 | 41,51 / 100,00  | 0,67 | 3 / 7      | 1       |
|                         | Aliança Democrática          | 13 040 | 37,04 / 100,00  | Novo | 3 / 7      | Novo    |
|                         | Aliança Povo Unido           | 5 935  | 16,86 / 100,00  | 0,57 | 1 / 7      | Estável |
|                         | União Democrática Popular    | 498    | 1,41 / 100,00   | -    | 0 / 7      | -       |
|                         | PCTP/MRPP                    | 270    | 0,77 / 100,00   | 0,06 | 0 / 7      | Estável |
|                         | Partido da Democracia Cristã | 0      | 0,00 / 100,00   | -    | 0 / 7      | -       |
| Votos Inválidos         | Votos Inválidos              | 849    | 2,41 / 100,00   | 2,81 |            |         |
| Total                   | Total                        | 35 208 | 100,00 / 100,00 |      | 7 / 7      |         |
| Eleitorado/Participação | Eleitorado/Participação      | 48 020 | 73,32 / 100,00  | 9,84 |            |         |

### Sardoal
| Partido                 | Partido                 | Votos | %               | +/-   | Vereadores | +/-     |
| ----------------------- | ----------------------- | ----- | --------------- | ----- | ---------- | ------- |
|                         | Partido Socialista      | 1 900 | 62,25 / 100,00  | 13,71 | 3 / 5      | Estável |
|                         | Aliança Democrática     | 954   | 31,26 / 100,00  | Novo  | 2 / 5      | Novo    |
|                         | Aliança Povo Unido      | 53    | 1,74 / 100,00   | -     | 0 / 5      | -       |
| Votos Inválidos         | Votos Inválidos         | 145   | 4,75 / 100,00   | 7,73  |            |         |
| Total                   | Total                   | 3 052 | 100,00 / 100,00 |       | 5 / 5      |         |
| Eleitorado/Participação | Eleitorado/Participação | 3 798 | 80,36 / 100,00  | 18,44 |            |         |

### Tomar
| Partido                 | Partido                      | Votos  | %               | +/-   | Vereadores | +/-     |
| ----------------------- | ---------------------------- | ------ | --------------- | ----- | ---------- | ------- |
|                         | Aliança Democrática          | 12 900 | 55,02 / 100,00  | Novo  | 5 / 7      | Novo    |
|                         | Partido Socialista           | 7 398  | 31,55 / 100,00  | 9,59  | 2 / 7      | 2       |
|                         | Aliança Povo Unido           | 1 902  | 8,11 / 100,00   | 0,66  | 0 / 7      | Estável |
|                         | União Democrática Popular    | 424    | 1,81 / 100,00   | -     | 0 / 7      | -       |
|                         | Partido da Democracia Cristã | 228    | 0,97 / 100,00   | -     | 0 / 7      | -       |
| Votos Inválidos         | Votos Inválidos              | 594    | 2,54 / 100,00   | 4,18  |            |         |
| Total                   | Total                        | 23 446 | 100,00 / 100,00 |       | 7 / 7      |         |
| Eleitorado/Participação | Eleitorado/Participação      | 33 657 | 69,66 / 100,00  | 11,39 |            |         |

### Torres Novas
| Partido                 | Partido                                | Votos  | %               | +/-   | Vereadores | +/-     |
| ----------------------- | -------------------------------------- | ------ | --------------- | ----- | ---------- | ------- |
|                         | Aliança Democrática                    | 7 952  | 42,25 / 100,00  | Novo  | 3 / 7      | Novo    |
|                         | Partido Socialista                     | 5 064  | 26,90 / 100,00  | 10,63 | 2 / 7      | 1       |
|                         | Aliança Povo Unido                     | 4 473  | 23,76 / 100,00  | 0,68  | 2 / 7      | Estável |
|                         | União Democrática Popular              | 412    | 2,19 / 100,00   | -     | 0 / 7      | -       |
|                         | Partido Operário de Unidade Socialista | 175    | 0,93 / 100,00   | Novo  | 0 / 7      | Novo    |
|                         | Partido da Democracia Cristã           | 151    | 0,80 / 100,00   | -     | 0 / 7      | -       |
| Votos Inválidos         | Votos Inválidos                        | 585    | 3,16 / 100,00   | 2,22  |            |         |
| Total                   | Total                                  | 18 822 | 100,00 / 100,00 |       | 7 / 7      |         |
| Eleitorado/Participação | Eleitorado/Participação                | 27 456 | 68,55 / 100,00  | 7,51  |            |         |

### Vila Nova da Barquinha
| Partido                 | Partido                 | Votos | %               | +/-   | Vereadores | +/-  |
| ----------------------- | ----------------------- | ----- | --------------- | ----- | ---------- | ---- |
|                         | Partido Socialista      | 1 809 | 45,72 / 100,00  | 24,76 | 2 / 5      | 3    |
|                         | Aliança Democrática     | 1 396 | 35,28 / 100,00  | Novo  | 2 / 5      | Novo |
|                         | Aliança Povo Unido      | 640   | 16,17 / 100,00  | 3,69  | 1 / 5      | 1    |
| Votos Inválidos         | Votos Inválidos         | 112   | 2,83 / 100,00   | 5,45  |            |      |
| Total                   | Total                   | 3 957 | 100,00 / 100,00 |       | 5 / 5      |      |
| Eleitorado/Participação | Eleitorado/Participação | 5 655 | 69,97 / 100,00  | 28,64 |            |      |